# Кузнецов Дмитро Вікторович
Дмитро Вікторович Кузнецов (рос. Дмитрий Викторович Кузнецов, нар. 28 серпня 1965, Москва) — радянський футболіст, що грав на позиції флангового захисника та півзахисника. Майстер спорту СРСР (1984).
Виступав, зокрема, за ЦСКА (Москва), а також національні збірні СРСР, СНД та Росії.
По завершенні ігрової кар'єри — футбольний тренер. Наразі входить до тренерського штабу клубу «Металург» (Видне).

## Клубна кар'єра
З семи років грав у футбол у дворі, в одинадцять років записався в секцію в «Лужниках» разом з братами Юрієм і Миколою Савичевими, з якими навчався в одному класі. Разом стали семиразовими чемпіонами Москви. У 1982-83 роках грали за ФШМ у другій лізі. 
У 1984 році потрапив в дубль московського ЦСКА і після двох ігор став грати у основі у Юрія Морозова. З командою у 1991 році став переможцем останнього чемпіонату і Кубка СРСР. Всього за вісім сезонів взяв участь у 251 матчах чемпіонату, з них у вищій лізі зіграв 100 матчів, забив 18 м'ячів.
У 1991 році Кузнецова запрошували англійські клуби «Евертон» та «Блекберн Роверз» і італійська «Верона», але на початку 1992 році він перейшов в іспанський «Еспаньйол», де вже грали колишні «армійці» Дмитро Галямін, Ігор  Корнєєв і Андрій Мох. У першому ж матчі забив гол у ворота «Ов'єдо». Спочатку грав з переломом п'ятої плеснової кістки, який отримав 16 грудня, незважаючи на це, підписав контракт на три роки. Влітку 1992 року знову виступав в ЦСКА через те, що з мільйона доларів, заплачених «Еспаньйолом» за перехід, московський клуб отримав всього 200 тисяч — решту вкрав агент. За сім матчів забив п'ять голів, після чого повернувся в «Еспаньйол», в якому провів ще 68 матчів у чемпіонаті, і вилетів з командою до Сегунди, а потім повернувся в Прімеру. Всього в Примері зіграв 49 матчів, забив 4 м'ячі
На початку 1995 року перейшов в клуб Сегунди «Льєйда», де грав до кінця сезону, після чого ще по сезону провів в інших клубах Сегунди «Алавесі» та «Осасуні». 
Влітку 1997 року знову повернувся в ЦСКА, в середині наступного року перейшов у тульський «Арсенал», де грав до кінця року. Згодом з 1999 по 2002 рік грав у складі клубів «Локомотив-НН», «Сокол» (Саратов) та «Торпедо-ЗіЛ».
Завершив професійну ігрову кар'єру у клубі «Волгар» (Астрахань), за який недовго виступав протягом 2002 року. Всього за кар'єру провів у вищому дивізіоні чемпіонату Росії 96 матчів і забив 11 м'ячів

## Виступи за збірні
21 листопада 1990 року дебютував в офіційних матчах у складі національної збірної СРСР в товариській грі проти збірної США. Всього у складі радянської збірної провів 12 матчів, забивши 2 голи.
У 1992 році виступав у складі штучно створеної збірної СНД, за яку зіграв у 8 з 10 матчів, в тому числі і в усіх трьох матчах на чемпіонаті Європи 1992 року у Швеції, де об'єднана команда не змогла вийти з групи.
Після Євро була утворена збірна Росії, у складі якої Кузнецов дебютував 24 березня 1993 року в матчі проти Ізраїлю (2:2), а наступного року був учасником чемпіонату світу 1994 року у США, де зіграв у двох матчах. Саме матч на «мундіалі» проти Швеції (1:3) став восьмим і останнім для гравця у формі національної збірної. 

## Кар'єра тренера
По завершенні кар'єри гравця тренував міні-футбольний клуб «Норільський нікель» у 2004 році та челябінський «Спартак».
У грудні 2007 року був призначений на посаду головного тренера футбольного клубу «Нижній Новгород». Проте вже в лютому 2008 року Кузнецова на цій посаді змінив Ілля Цимбалар.
З 2014 року входив до тренерського штабу клубу «Рубін».

## Титули і досягнення
- Чемпіон СРСР (1):

ЦСКА (Москва): 1991
- Володар Кубка СРСР (1):

ЦСКА (Москва): 1990/91